# Ивановский, Георгий Иванович
Георгий Иванович Ивановский (19 ноября 1906, Таганрог, область Войска Донского — 25 февраля 1985, Москва) — советский хозяйственный деятель. Депутат Верховного Совета СССР 1-го созыва, депутат Верховного Совета УССР 5-го созыва. Член ЦК КП(б)У (1938—1940), член Ревизионной комиссии КП Украины (1960—1961).

## Биография
Родился 19 ноября 1906 года в городе Таганрог Области Войска Донского.
С 1920 года работал на Таганрогском металлургическом заводе рабочим доменного цеха. В 1924—1928 годах — обучение в Таганрогском механико-металлургическом техникуме.
В 1927 году стал членом ВКП(б).
С 1928 года работал инженером, заместителем начальника доменного цеха, начальником доменных печей, начальником «Доменстроя» на Днепропетровском металлургическом заводе имени Ф. Э. Дзержинского. Окончил Днепродзержинский металлургический институт.
В 1937—1939 годах — начальник строительства, директор Криворожского металлургического завода. Депутат Криворожского городского совета.
В 1939—1940 годах — директор Макеевского металлургического завода имени С. М. Кирова.
В 1940—1941 годах — заместитель народного комиссара государственного контроля СССР. В 1941—1942 годах — 1-й заместитель народного комиссара боеприпасов СССР. С 1941 года — уполномоченный Государственного комитета обороны СССР по перебазированию заводов, которые производят боеприпасы и другую боевую технику. С 1942 года — директор комбината № 179 Наркомата боеприпасов СССР. В 1943 году — уполномоченный Государственного комитета обороны СССР по восстановлению заводов, которые изготавливают боеприпасы в южных районах СССР.
Затем работал заместителем министра строительства предприятий тяжёлой индустрии СССР. В 1951—1953 годах — начальник Главного управления государственных материальных резервов при Совете Министров СССР.
С мая 1957 по 1961 год — председатель Совета народного хозяйства Запорожского экономического административного района.
В 1965—1973 годах — заместитель председателя Государственного комитета Совета Министров СССР по материально-техническому снабжению народного хозяйства.
Умер 25 февраля 1985 года в Москве, где и похоронен на Троекуровском кладбище.

## Звание
- Генерал-майор инженерно-артиллерийской службы (18.11.1944).

## Награды
- Дважды Орден Ленина (26.03.1939, )[2];
- Орден Октябрьской Революции;
- Орден Кутузова 2-й степени;
- Орден Отечественной войны 1-й степени;
- Четырежды Орден Трудового Красного Знамени (в т. ч. 20.01.1942; 05.08.1944; 27.11.1956);
- Орден Красной Звезды;
- Медали.